# Magdalena del Espíritu Santo

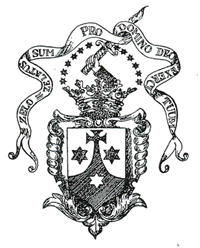
Escudo de la Orden de Carmelitas Descalzos.

Magdalena Rodríguez de Alarcón, en la vida conventual Magdalena del Espíritu Santo (Belmonte, Cuenca, ? - Córdoba, 30 de julio de 1640), religiosa española de la orden de carmelitas descalzas, que entró al convento de Beas como novicia, en 1589 pasó al convento de Córdoba.

## Biografía
Hija de Diego Rodríguez y Ana de Alarcón, ambos de Belmonte, de la antigua Mancha de Aragón actual provincia de Cuenca. Entró al convento de Beas como novicia en 1576 con una dote de 400 ducados, profesó como monja el 6 de agosto de 1577. 
San Juan de la Cruz que escapó de la cárcel de Toledo a finales de agosto de 1578 y fue a Almodóvar donde se hacía Capítulo y salió elegido prior del El Calvario, llegó a Beas en octubre de ese año en un estado lamentable de salud. Las monjas le cantaron Las liras en loor a los trabajos y quedó extasiado al oírlas. Magdalena fue recogiendo todos los dichos y avisos que iba trasmitiendo San Juan a la comunidad; juntó gran cantidad de notas y apuntes que años más tarde envió al cronista el P. Jerónimo de San José, y fue gracias a ella y su labor que se hayan conservado una buena colección de sentencias sanjuanistas. El P. Jerónimo Gracián, le insistió en escribir su vida, y dejó escrita su vivencia con el santo. 
El 11 de junio de 1581 se celebró en Beas elección de nuevas superioras con la presencia del P. Gracián, y la M. Magdalena salió elegida clavaria, fue entonces cuando relevó Catalina de Jesús en el cargo de priora a Ana de Jesús, para poder salir a la fundación de Granada. En 1585 María de Jesús fue a la fundación de Málaga, y en 1589 al convento de Córdoba como priora; allí se unió Magdalena a la fundación de Córdoba, años después sería priora allí. 
El obispo de Córdoba Francisco Pacheco de Córdoba cedió el convento de Santa Ana para la fundación de carmelitas descalzas y el I marqués del Carpio, Diego López de Haro y Sotomayor, prestó una casa contigua al convento.